# Salomona laticeps
Salomona laticeps är en insektsart som först beskrevs av Wilhem de Haan 1842.  Salomona laticeps ingår i släktet Salomona och familjen vårtbitare. Inga underarter finns listade i Catalogue of Life.